# ماغي غيبسون
ماغي غيبسون (بالإنجليزية: Magi Gibson)‏ (1953)؛ كاتِبة وشاعرة بريطانية. درست في جامعة غلاسكو.